# Uncaria guianensis
Uncaria guianensis là một loài thực vật có hoa trong họ Thiến thảo. Loài này được (Aubl.) J.F.Gmel. miêu tả khoa học đầu tiên năm 1791.

## Hình ảnh

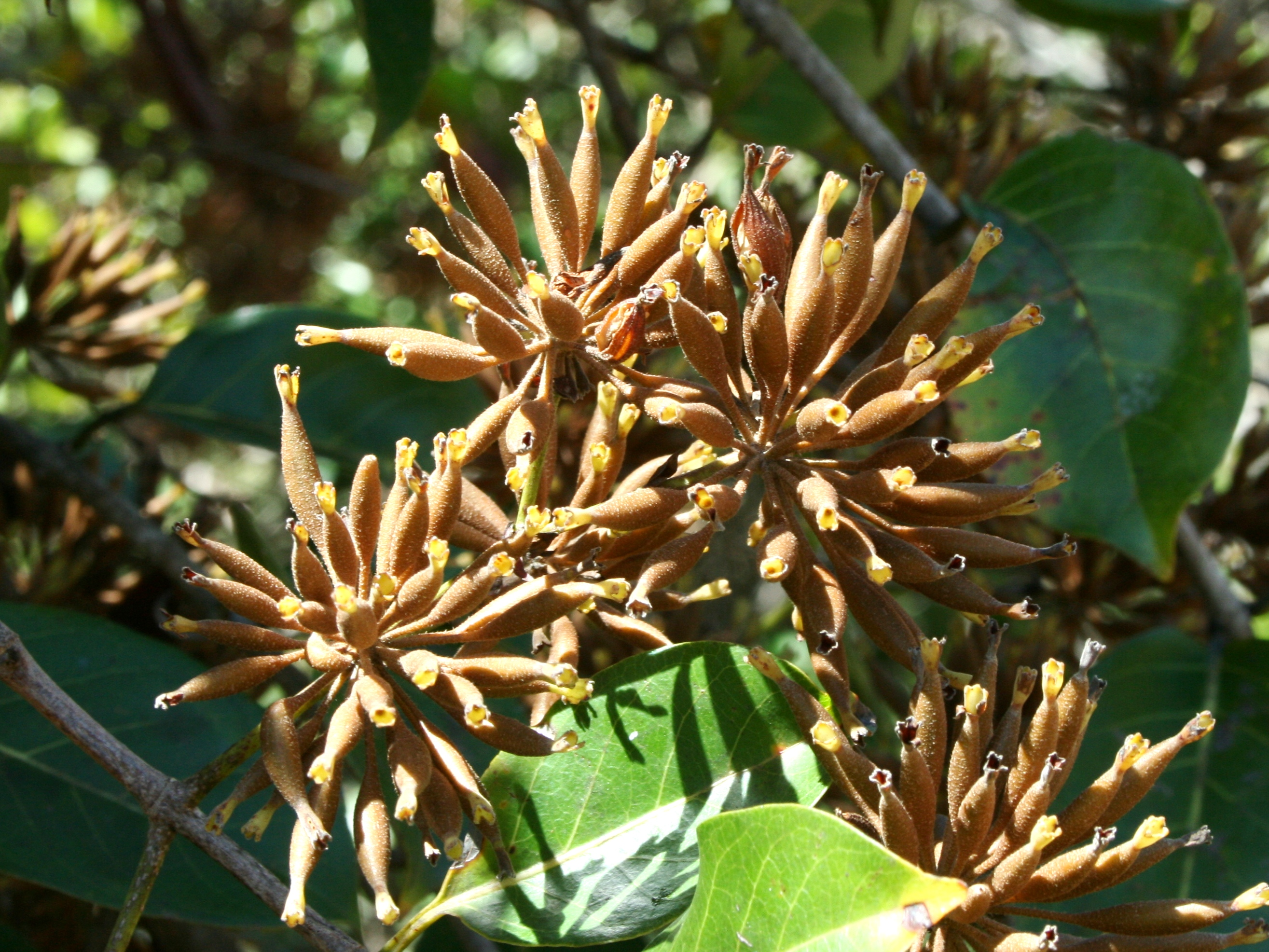